# شهرستان الظهار
ناحیهٔ الظهار (به عربی: مدیریة الظهار) یک ناحیه در یمن است که در استان اب واقع شده‌است.

## خصوصیات
ناحیهٔ الظهار ۱۵۴٬۳۹۹ نفر جمعیت دارد.